# 包皮背切術
包皮背切术为治疗包皮过长或包茎的手术，使阴茎勃起时能够露出龟头。包皮背切术使阴茎龟头完全露出，而其外观类似包皮环切术。然而，其组织并未移除。背切后包皮的全部组织会集中至切口反面，即龟头下方，于侧视、正视或勃起时，外观會比較有一些不正常，會有一些像火鸡脖子。